# 1859 dans le catholicisme
Chronologie du catholicisme
- 1855
- 1856
- 1857
- 1858
- 1859
- 1860
- 1861
- 1862
- 1863

Cet article présente les faits marquants de l'année 1859 dans le catholicisme.

## Naissance
- 6 janvier : Alfred Baudrillart, cardinal, universitaire, historien et académicien français, évêque titulaire d'Hemeria (de) puis archevêque titulaire de Mélitène (de) († 19 mai 1942)
- 11 mars : Jean-François Marnas, prélat français, évêque de Clermont, précédemment évêque titulaire de Sura (de) († 13 octobre 1932)
- 8 décembre : William O'Connell, cardinal américain, archevêque de Boston, précédemment évêque de Portland puis archevêque titulaire de Constantia-en-Scythie (de) († 22 avril 1944)

## Décès
- 9 janvier : Polycarpe Gondre, religieux français, cofondateur des Frères du Sacré-Cœur, vénérable (° 21 août 1801)
- 25 juin : Melchior de Marion-Brésillac, prélat français, premier vicaire apostolique de Coimbatore et évêque titulaire de Pruse (de) (° 2 décembre 1813)